# Matthew Laborteaux
Matthew Laborteaux, född 8 december 1966 i Los Angeles, Kalifornien, är en amerikansk skådespelare. Laborteaux spelade rollen som Albert Ingalls i TV-serien Lilla huset på prärien. Hans bror Patrick Labyorteaux spelade Andy Garvey i samma serie.

## Filmografi i urval
- 1974 – En kvinna under påverkan
- 1976 – Lilla huset på prärien (TV-serie)
- 1978–1983 – Lilla huset på prärien (TV-serie)
- 1979 – Little House Years (TV-film)
- 1982 – Kärlek ombord (TV-serie)
- 1983 – Little House: Look Back to Yesterday (TV-film)
- 1985 – Highway to Heaven (TV-serie)
- 1988 – Hotellet (TV-serie)
- 1990 – Paradise, Vilda västern (TV-serie)